# Royal Air Maroc
Royal Air Maroc, mais conhecida por RAM, é a companhia aérea nacional de Marrocos, com sede na cidade de Casablanca. Opera voos internacionais com destinos em África, Ásia, Europa, América do Norte e América do Sul. Também opera voos domésticos e fretados, inclusive para o Haje. O seu principal centro de operação é o Aeroporto Internacional Mohammed V (CMN), em Casablanca. A Royal Air Maroc é membro da Arab Air Carriers Organization.

## História e expansão
A empresa foi criada em 1953 como Compagnie Cherifienne des Transports Aériens (CCTA) e iniciou as suas operações com voos locais através de aviões JunkersJU-52. O actual nome Royal Air Maroc foi adaptado após a independência de Marrocos. Os primeiros destinos internacionais foram inaugurados a partir de 1957, a partir da base principal em Casablanca.
Ao longo dos anos a empresa foi crescendo, foram introduzidos os primeiros aviões a jacto em 1960, os Caravelle SE210. Na década de 1970 foram adquiridos os primeiros Boeing 727 e Boeing 707. Em finais da década, a companhia aérea já era uma das principais empresas de aviação no continente africano com uma vasta rede de destinos na Europa, América do Norte, Médio Oriente e África.
Nos anos 80, foram adquiridos os primeiros Boeing 757 e Boeing 747, e com a inauguração do novo aeroporto internacional de Casablanca (Aeroporto Mohammed V) a empresa passou a ter uma base de operações moderna.
Ao longo destes anos, os aviões mais antigos foram substituídos e na década de 1990 a empresa já dispunha de uma das mais modernas frotas de empresas aéreas africanas.
Com a entrada em vigor de um acordo de “céu aberto” entre a União Europeia e Marrocos, a empresa terá maior margem de manobra para crescer, expandir e investir no mercado europeu. A expansão do aeroporto internacional de Casablanca (Mohammed V) através da construção de uma nova pista de descolagens e aterragems, e um novo terminal, também será uma oportunidade de crescimento para esta empresa.
O Grupo Royal Air Maroc é atualmente detido pelo estado marroquino (95,95%) e pelo Grupo Air France (2,86%) e existem planos para a sua privatização. O Grupo Royal Air Maroc detém também a Atlas Blue (companhia aérea de baixo custo “low cost”) com 99%, a Air Senegal International com 51% e a Air Mauritanie com 51%.

## Frota

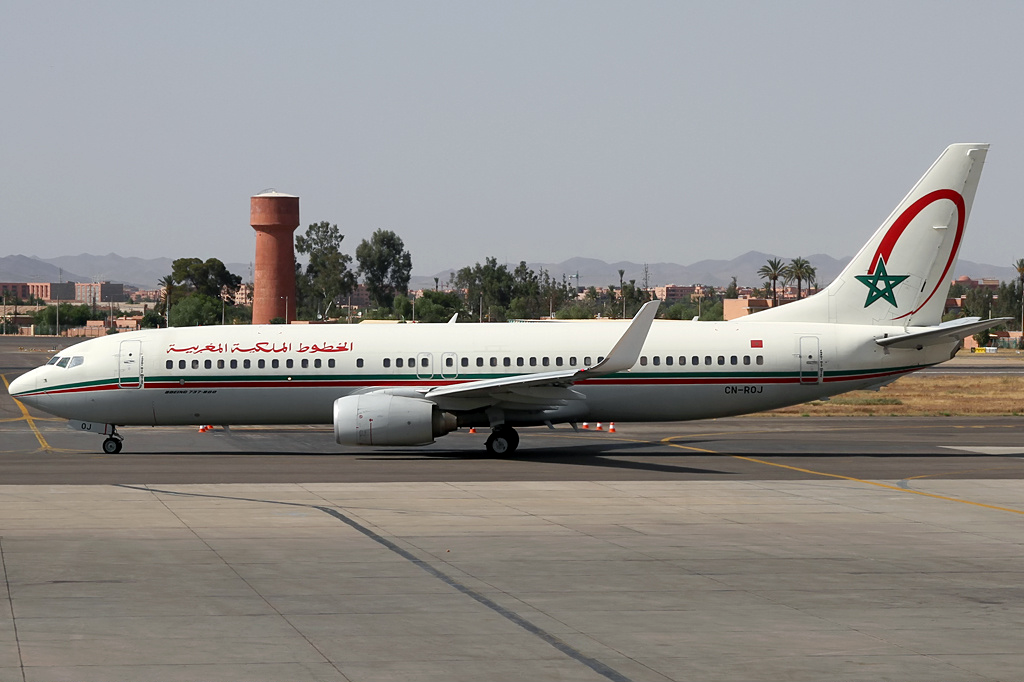
Boeing 737-800 da Royal Air Marroc

A Royal Air Maroc efetua operações através das seguintes aeronaves (Dados de Março de 2025):
| Aeronave                | Total | Rotas       | Notas                                            |
| ----------------------- | ----- | ----------- | ------------------------------------------------ |
| ATR 72-600              | 6     | Curto Curso |                                                  |
| Boeing 737 Max 8        | 2     | Médio Curso |                                                  |
| Boeing 737-800          | 28    | Médio Curso |                                                  |
| Boeing 767-300          | 1     | Longo Curso | Aeronave de subsituição: Boeing 787-8 Dreamliner |
| Boeing 787-8 Dreamliner | 5     | Longo Curso |                                                  |
| Boieng 787-9 Dreamliner | 6     | Longo Curso |                                                  |
| Embraer E-190           | 4     | Curto Curso |                                                  |
| Total                   | 52    |             |                                                  |

## Patrocínios
A empresa anunciou juntamente com o Santos Futebol Clube, uma parceria, onde a companhia aérea marroquina estampará sua marca nos ombros do uniforme do Clube Brasileiro por um ano, a partir de janeiro de 2016. O contrato é renovável por mais duas temporadas.